# Šimonovce
Šimonovce (in ungherese: Rimasimonyi) è un comune della Slovacchia facente parte del distretto di Rimavská Sobota, nella regione di Banská Bystrica.